# 都民マイク
都民マイク（とみんマイク）は、かつて文化放送で放送されていた東京都提供の情報番組（広報番組）である。

## 概要
東京都の広報番組で1972年4月に放送を開始した。放送開始後ながらく夕方に放送されていたが、2002年10月以降は12時台に移行していた。
文化放送における東京都の広報番組は、1952年4月より「都民のマイク」のタイトルで1964年12月まで放送された。続いて1965年1月からは「きょうの東京」のタイトルで1969年3月まで放送されたが、以降は文化放送における東京都の広報番組は中断していた。
1972年4月から他局と同様に都からのお知らせをアナウンサーが読み上げる番組として放送された。